# Pablo Armero
Pablo Estifer Armero (Tumaco, 1986. november 2. –) kolumbiai válogatott labdarúgó.

## Sikerei, díjai
América de Cali
- Kolumbiai bajnok (1): 2008

Napoli
- Olasz kupagyőztes (1): 2014

## Fordítás
Ez a szócikk részben vagy egészben  a   Pablo Armero című angol Wikipédia-szócikk fordításán alapul.  Az eredeti cikk szerkesztőit annak laptörténete sorolja fel. Ez a jelzés csupán a megfogalmazás eredetét és a szerzői jogokat jelzi, nem szolgál a cikkben szereplő információk forrásmegjelöléseként.